# UCI Europe Tour 2015
L'UCI Europe Tour 2015 fu l'undicesima edizione dell'UCI Europe Tour, uno dei cinque circuiti continentali di ciclismo dell'Unione Ciclistica Internazionale. Il suo calendario era composto da più di 300 corse, che si tennero dal 29 gennaio all'8 novembre 2015 in Europa.

## Calendario

### Gennaio
| Data | Prova                               | Cat. | Vincitore          | Squadra       |
| ---- | ----------------------------------- | ---- | ------------------ | ------------- |
| 29   | Trofeo Santanyí-Ses Salines-Campos  | 1.1  | Matteo Pelucchi    | IAM Cycling   |
| 30   | Trofeo Andratx-Mirador d’Es Colomer | 1.1  | Steve Cummings     | MTN-Qhubeka   |
| 31   | Trofeo Serra de Tramuntana          | 1.1  | Alejandro Valverde | Movistar Team |

### Febbraio
| Data  | Prova                                                 | Cat. | Vincitore         | Squadra                      |
| ----- | ----------------------------------------------------- | ---- | ----------------- | ---------------------------- |
| 1     | Trofeo Playa de Palma                                 | 1.1  | Matteo Pelucchi   | IAM Cycling                  |
| 1     | Grand Prix Cycliste la Marseillaise (2015)            | 1.1  | Pim Ligthart      | Lotto-Soudal                 |
| 4-8   | Étoile de Bessèges (2015)                             | 2.1  | Bob Jungels       | Trek Factory Racing          |
| 8     | Gran Premio Costa degli Etruschi (2015)               | 1.1  | Manuel Belletti   | Southeast Pro Cycling Team   |
| 14    | Vuelta Ciclista a Murcia (2015)                       | 1.1  | Rein Taaramäe     | Astana Pro Team              |
| 15    | Grand Prix Laguna                                     | 1.2  | Michael Gogl      | Team Felbermayr-Simplon Wels |
| 15    | Clásica de Almería (2015)                             | 1.1  | Mark Cavendish    | Etixx-Quick Step             |
| 18-22 | Vuelta a Andalucía Ruta Ciclista del Sol (2015)       | 2.1  | Chris Froome      | Team Sky                     |
| 18-22 | Volta ao Algarve em Bicicleta (2015)                  | 2.1  | Geraint Thomas    | Team Sky                     |
| 19    | Trofeo Laigueglia (2015)                              | 1.HC | Davide Cimolai    | Lampre-Merida                |
| 21-22 | Tour Cycliste International du Haut Var-matin (2015)  | 2.1  | Ben Gastauer      | AG2R La Mondiale             |
| 28    | Classic Sud Ardèche - Souvenir Francis Delpech (2015) | 1.1  | Eduardo Sepúlveda | Bretagne-Séché Environnement |
| 28    | Omloop Het Nieuwsblad (2015)                          | 1.HC | Ian Stannard      | Team Sky                     |
| 28    | Ster van Zwolle (2015)                                | 1.2  | Elmar Reinders    | Cyclingteam Jo Piels         |

### Marzo
| Data  | Prova                                                     | Cat. | Vincitore              | Squadra                            |
| ----- | --------------------------------------------------------- | ---- | ---------------------- | ---------------------------------- |
| 1     | La Drôme Classic (2015)                                   | 1.1  | Samuel Dumoulin        | AG2R La Mondiale                   |
| 1     | Kuurne-Bruxelles-Kuurne (2015)                            | 1.1  | Mark Cavendish         | Etixx-Quick Step                   |
| 1     | Grand Prix Izola                                          | 1.2  | Gregor Mühlberger      | Team Felbermayr-Simplon Wels       |
| 1     | Clássica Internacional Loulé Capital Europeia do Desporto | 1.2  | Michael Woods          | Optum p/b Kelly Benefit Strategies |
| 1     | Gran Premio Città di Lugano (2015)                        | 1.HC | Niccolò Bonifazio      | Lampre-Merida                      |
| 4     | Umag Trophy (2015)                                        | 1.2  | Marko Kump             | Adria Mobil                        |
| 4     | Le Samyn (2015)                                           | 1.1  | Kris Boeckmans         | Lotto-Soudal                       |
| 6-8   | Driedaagse van West-Vlaanderen (2015)                     | 2.1  | Yves Lampaert          | Etixx-Quick Step                   |
| 7-8   | Troféu Alpendre Internacional do Guadiana                 | 2.2  | Jordi Simón            | Team Ecuador                       |
| 7     | Poreč Trophy (2015)                                       | 1.2  | Marko Kump             | Adria Mobil                        |
| 7     | Strade Bianche (2015)                                     | 1.HC | Zdeněk Štybar          | Etixx-Quick Step                   |
| 8     | Dorpenomloop Rucphen (2015)                               | 1.2  | Floris Gerts           | BMC Development Team               |
| 12-15 | Istrian Spring Trophy (2015)                              | 2.2  | Markus Eibegger        | Synergy Baku Cycling Project       |
| 14    | Albert Achterhes Pet Ronde van Drenthe (2015)             | 1.1  | Edward Theuns          | Topsport Vlaanderen-Baloise        |
| 15    | Dwars door Drenthe (2015)                                 | 1.1  | Manuel Belletti        | Southeast Pro Cycling Team         |
| 15    | Kattekoers (2015)                                         | 1.2  | Baptiste Planckaert    | Roubaix-Lille Métropole            |
| 15    | Omloop van het Waasland (2015)                            | 1.2  | Geert van der Weijst   | Team 3M                            |
| 15    | Parigi-Troyes (2015)                                      | 1.2  | David Menut            | Auber 93                           |
| 17    | Sochi Cup                                                 | 1.2  | Uladzimir Harakhavik   | Bielorussia                        |
| 18    | Nokere Koerse (2015)                                      | 1.1  | Kris Boeckmans         | Lotto-Soudal                       |
| 18    | Grand Prix of Sochi Mayor                                 | 1.2  | Sergej Firsanov        | RusVelo                            |
| 19-22 | Grand Prix of Sochi                                       | 2.2  | Aleksandr Foliforov    | RusVelo                            |
| 19    | GP Nobili Rub. - Coppa Papà Carlo - Coppa Stresa (2015)   | 1.HC | Giacomo Nizzolo        | Trek Factory Racing                |
| 20    | Handzame Classic (2015)                                   | 1.1  | Gianni Meersman        | Etixx-Quick Step                   |
| 21    | Ronde van Zeeland Seaports (2015)                         | 1.1  | Iljo Keisse            | Etixx-Quick Step                   |
| 21    | Classic Loire-Atlantique (2015)                           | 1.1  | Alexis Gougeard        | AG2R La Mondiale                   |
| 21-22 | GP Liberty Seguros-Troféu Sudoeste Alentejano             | 2.2  | Ruben Guerreiro        | Axeon Cycling Team                 |
| 22    | Cholet-Pays de Loire (2015)                               | 1.1  | Pierrick Fédrigo       | Bretagne-Séché Environnement       |
| 23-29 | Tour de Normandie (2015)                                  | 2.2  | Dimitri Claeys         | Verandas Willems Cycling Team      |
| 24-27 | Tour of Çanakkale                                         | 2.2  | Ahmet Akdilek          | Torku Şekerspor                    |
| 25-29 | Volta ao Alentejo                                         | 2.2  | Paweł Bernas           | ActiveJet Team                     |
| 25    | Dwars door Vlaanderen (2015)                              | 1.HC | Jelle Wallays          | Topsport Vlaanderen-Baloise        |
| 26-29 | Settimana Internazionale di Coppi e Bartali (2015)        | 2.1  | Louis Meintjes         | MTN-Qhubeka                        |
| 26    | Classica Corsica                                          | 1.1  | Thomas Boudat          | Team Europcar                      |
| 28-29 | Critérium International (2015)                            | 2.HC | Jean-Christophe Péraud | AG2R La Mondiale                   |
| 31-2  | Driedaagse De Panne - Koksijde (2015)                     | 2.HC | Alexander Kristoff     | Team Katusha                       |

### Aprile
| Data  | Prova                                        | Cat.   | Vincitore            | Squadra                           |
| ----- | -------------------------------------------- | ------ | -------------------- | --------------------------------- |
| 1     | Krasnodar-Anapa                              | 1.2    | Andrej Solomennikov  | RusVelo                           |
| 2-5   | Tour of Kuban                                | 2.2    | Dmitrij Samochvalov  | Itera-Katusha                     |
| 3     | Route Adélie de Vitré (2015)                 | 1.1    | Romain Feillu        | Bretagne-Séché Environnement      |
| 3-6   | Le Triptyque des Monts et Châteaux (2015)    | 2.2    | Lilian Calmejane     | Vendée U                          |
| 4     | Volta Limburg Classic (2015)                 | 1.1    | Stefan Küng          | BMC Racing Team                   |
| 4     | Gran Premio Miguel Indurain (2015)           | 1.1    | Ángel Vicioso        | Katusha Team                      |
| 5     | Vuelta Ciclista a La Rioja (2015)            | 1.1    | Caleb Ewan           | Orica-GreenEDGE                   |
| 5     | Parigi-Camembert (2015)                      | 1.1    | Julien Loubet        | Team Marseille 13-KTM             |
| 5     | Trofeo PIVA                                  | 1.2U   | Felix Großschartner  | Team Felbermayr-Simplon Wels      |
| 5     | Grand Prix Adria Mobil                       | 1.2    | Marko Kump           | Adria Mobil                       |
| 6     | Giro Belvedere di Villa di Cordignano (2015) | 1.2U   | Andrea Vendrame      | Zalf-Euromobil-Désirée-Fior       |
| 7-10  | Circuit Cycliste Sarthe - Pays de la Loire   | 2.1    | Ramūnas Navardauskas | Team Cannondale-Garmin            |
| 8     | Scheldeprijs (2015)                          | 1.HC   | Alexander Kristoff   | Team Katusha                      |
| 9-12  | Tour of Mersin                               | 2.2    | Oleksandr Polivoda   | Kolss-BDC Team                    |
| 10-12 | Circuit des Ardennes                         | 2.2    | Evaldas Šiškevičius  | Team Marseille 13-KTM             |
| 11    | Trofeo Edil C                                | 1.2    | Francesco Reda       | Team Idea 2010 ASD                |
| 11    | Giro delle Fiandre Under-23                  | 1.Ncup | Alexander Edmondson  | Australia                         |
| 12    | Klasika Primavera de Amorebieta (2015)       | 1.1    | José Herrada         | Movistar Team                     |
| 15    | Maykop-Ulyap-Maykop                          | 1.2    | Ivan Balykin         | RusVelo                           |
| 15-19 | Tour du Loir-et-Cher E. Provost              | 2.2    | Romain Cardis        | Vendée U                          |
| 15    | Freccia del Brabante (2015)                  | 1.HC   | Ben Hermans          | BMC Racing Team                   |
| 15    | La Côte Picarde                              | 1.Ncup | Simone Consonni      | Italia                            |
| 16-19 | Grand Prix of Adygeya                        | 2.2    | Sergej Firsanov      | RusVelo                           |
| 16    | Grand Prix de Denain Porte du Hainaut (2015) | 1.1    | Nacer Bouhanni       | Cofidis                           |
| 17-19 | Vuelta a Castilla y León                     | 2.1    | Pierre Rolland       | Team Europcar                     |
| 17-18 | ZLM Tour                                     | 2.Ncup | Søren Kragh Andersen | Danimarca                         |
| 18    | Arno Wallaard Memorial                       | 1.2    | Jasper Bovenhuis     | SEG Racing                        |
| 18    | Belgrado-Banja Luka I (2015)                 | 1.2    | Marko Kump           | Adria Mobil                       |
| 18    | Tour du Finistère                            | 1.1    | Tim De Troyer        | Wanty-Groupe Gobert               |
| 18    | Liegi-Bastogne-Liegi Under-23                | 1.2U   | Guillaume Martin     | Club Cycliste Étupes              |
| 19    | Tro-Bro Léon (2015)                          | 1.1    | Alexandre Geniez     | FDJ                               |
| 19    | Belgrado-Banja Luka II (2015)                | 1.2    | Andi Bajc            | Amplatz-BMC                       |
| 19    | Ronde van Noord-Holland                      | 1.2    | Johim Ariesen        | Metec-TKH Continental Cyclingteam |
| 21-24 | Giro del Trentino (2015)                     | 2.HC   | Richie Porte         | Team Sky                          |
| 21-26 | Tour of Croatia                              | 2.1    | Maciej Paterski      | CCC Sprandi Polkowice             |
| 25    | Zuid Oost Drenthe Classic I                  | 1.2    | Jeff Vermeulen       | Cyclingteam Jo Piels              |
| 25-1  | Tour de Bretagne Cycliste                    | 2.2    | Sébastien Delfosse   | Wallonie-Bruxelles                |
| 25    | Gran Premio della Liberazione                | 1.2U   | Lucas Gaday          | Unieuro-Wilier                    |
| 26    | Parigi-Mantes-en-Yvelines                    | 1.2    | Nicolas Baldo        | Team Vorarlberg                   |
| 26    | Rutland-Melton International CiCLE Classic   | 1.2    | Steele Von Hoff      | NFTO                              |
| 26-3  | Presidential Cycling Tour of Turkey          | 2.HC   | Kristijan Đurasek    | Lampre-Merida                     |
| 26    | La Roue Tourangelle Région Centre            | 1.1    | Lorrenzo Manzin      | FDJ                               |
| 26    | Giro dell'Appennino                          | 1.1    | Omar Fraile          | Caja Rural-Seguros RGA            |
| 28-3  | Carpathian Couriers Race                     | 2.2U   | Tim Ariesen          | Cyclingteam Jo Piels              |

### Maggio
| Data  | Prova                                                  | Cat.   | Vincitore               | Squadra                               |
| ----- | ------------------------------------------------------ | ------ | ----------------------- | ------------------------------------- |
| 1-3   | ASO/WTY - Yorkshire 3 Day (2015)                       | 2.1    | Lars Petter Nordhaug    | Team Sky                              |
| 1     | Grand Prix Viborg                                      | 1.2    | Oscar Landa             | Team Coop-Øster Hus                   |
| 1     | Moscow Cup                                             | 1.2    | Serhij Lahkuti          | Kolss-BDC Team                        |
| 1     | Memoriał Andrzeja Trochanowskiego                      | 1.2    | Mateusz Nowak           | Domin Sport                           |
| 2     | Himmerland Rundt                                       | 1.2    | Wim Stroetinga          | Parkhotel Valkenburg Continental Team |
| 2-3   | Vuelta Asturias Júlio Álvarez Mendo                    | 2.1    | Igor Antón              | Movistar Team                         |
| 2     | Memorial Oleg Dyachenko                                | 1.2    | Mychajlo Kononenko      | Kolss-BDC Team                        |
| 2     | Memoriał Romana Sieminskiego                           | 1.2    | Alois Kaňkovský         | Whirlpool-Author                      |
| 2     | Ronde van Overijssel                                   | 1.2    | Jeff Vermeulen          | Cyclingteam Jo Piels                  |
| 3     | Grand Prix de la Somme Conseil Général 80              | 1.1    | Quentin Jauregui        | AG2R La Mondiale                      |
| 3     | Grand Prix of Moscow                                   | 1.2    | Sjarhej Papok           | Minsk Cycling Club                    |
| 3     | Skive-Løbet                                            | 1.2    | Alexander Kamp Egested  | Team ColoQuick                        |
| 3     | Circuito del Porto - Trofeo Arvedi                     | 1.2    | Riccardo Minali         | Team Colpack                          |
| 5-9   | Five Rings of Moscow                                   | 2.2    | Oleksandr Polivoda      | Kolss-BDC Team                        |
| 6-10  | Tour d'Azerbaïdjan                                     | 2.1    | Primož Roglič           | Adria Mobil                           |
| 6-9   | Szlakiem Grodów Piastowskich                           | 2.2    | Paweł Bernas            | ActiveJet Team                        |
| 6-10  | 4 Jours de Dunkerque - Tour du Nord-P.d.C.             | 2.HC   | Ignatas Konovalovas     | Team Marseille 13-KTM                 |
| 9-10  | Vuelta Ciclista Comunidad de Madrid                    | 2.1    | Evgenij Šalunov         | Lokosphinx                            |
| 9     | Berner Rundfahrt                                       | 1.2    | Tom Bohli               | BMC Development Team                  |
| 9     | Scandinavian Race Uppsala                              | 1.2    | Nicolai Brøchner        | Riwal Platform Cycling Team           |
| 9     | Hadeland Grand Prix                                    | 1.2    | Søren Kragh Andersen    | Team TREFOR-Blue Water                |
| 10    | Flèche Ardennaise                                      | 1.2    | Loïc Vliegen            | BMC Development Team                  |
| 10    | Ringerike Grand Prix                                   | 1.2    | Asbjørn Kragh Andersen  | Team TREFOR-Blue Water                |
| 10    | Tr. Città di San Vendemiano - GP Industria & Commercio | 1.2U   | Gianni Moscon           | Zalf-Euromobil-Désirée-Fior           |
| 10    | Grand Prix de la Ville de Nogent-sur-Oise              | 1.2    | Robin Stenuit           | Veranclassic-Ekoï                     |
| 12-17 | Olympia's Tour                                         | 2.2    | Jetse Bol               | Cyclingteam Join's-De Rijke           |
| 13-17 | Bayern Rundfahrt                                       | 2.HC   | Alex Dowsett            | Movistar Team                         |
| 13-17 | Flèche du Sud                                          | 2.2    | Víctor de la Parte      | Team Vorarlberg                       |
| 14-17 | Rhône-Alpes Isère Tour                                 | 2.2    | Sam Oomen               | Rabobank Development Team             |
| 14-16 | Tour de Berlin                                         | 2.2U   | Steven Lammertink       | SEG Racing                            |
| 15-17 | Tour de Picardie                                       | 2.1    | Kris Boeckmans          | Lotto-Soudal                          |
| 16    | Visegrad 4 Bicycle Race - GP Czech Republic            | 1.2    | Paweł Bernas            | ActiveJet Team                        |
| 16-19 | Tour of Black Sea                                      | 2.2    | Tomasz Marczyński       | Torku Şekerspor                       |
| 17    | Grand Prix Criquielion                                 | 1.2    | Jelle Wallays           | Topsport Vlaanderen-Baloise           |
| 17    | Gran Premio Industrie del Marmo                        | 1.2    | Gian Marco Di Francesco | MG.K Vis-Vega                         |
| 17-24 | An Post Rás                                            | 2.2    | Lukas Pöstlberger       | Tirol Cycling Team                    |
| 17    | Visegrad 4 Bicycle Race - GP Polski                    | 1.2    | Bartosz Warchoł         | Cycling Academy Team                  |
| 20-24 | Tour of Norway                                         | 2.HC   | Jesper Hansen           | Tinkoff-Saxo                          |
| 20-24 | Bałtyk-Karkonosze Tour                                 | 2.2    | Leszek Pluciński        | CCC Sprandi Polkowice                 |
| 21-24 | Ronde de l'Isard                                       | 2.2U   | Simone Petilli          | Unieuro-Wilier                        |
| 22-24 | Paris-Arras Tour                                       | 2.2    | Joeri Calleeuw          | Verandas Willems Cycling Team         |
| 23-24 | World Ports Classic                                    | 2.1    | Kris Boeckmans          | Lotto-Soudal                          |
| 23    | Visegrad 4 Bicycle Race - GP Hungary                   | 1.2    | Alois Kaňkovský         | Whirlpool-Author                      |
| 24    | Visegrad 4 Bicycle Race - GP Slovakia                  | 1.2    | Alois Kaňkovský         | Whirlpool-Author                      |
| 27-31 | Giro del Belgio (2015)                                 | 2.HC   | Greg Van Avermaet       | BMC Racing Team                       |
| 27-31 | Tour des Fjords                                        | 2.1    | Marco Haller            | Team Katusha                          |
| 29-31 | Corsa della Pace Under-23                              | 2.Ncup | Gregor Mühlberger       | Austria                               |
| 29-31 | Tour de Gironde                                        | 2.2    | Stéphane Poulhiès       | Occitane Cyclisme Formation           |
| 29-30 | Tour of Estonia                                        | 2.1    | Martin Laas             | Estonia                               |
| 29    | Horizon Park Race for Peace                            | 1.2    | Serhij Lahkuti          | Kolss-BDC Team                        |
| 30    | Horizon Park Race Maidan                               | 1.2    | Oleksandr Polivoda      | Kolss-BDC Team                        |
| 30    | Grand Prix de Plumelec-Morbihan(2015)                  | 1.1    | Alexis Vuillermoz       | AG2R La Mondiale                      |
| 31    | Boucles de l'Aulne - Châteaulin (2015)                 | 1.1    | Alo Jakin               | Auber 93                              |
| 31    | Horizon Park Classic                                   | 1.2    | Mychajlo Kononenko      | Kolss-BDC Team                        |
| 31    | Velothon Berlin                                        | 1.1    | Ramon Sinkeldam         | Team Giant-Alpecin                    |
| 31    | Paris-Roubaix Espoirs                                  | 1.2U   | Lukas Spengler          | BMC Development Team                  |

### Giugno
| Data  | Prova                                           | Cat. | Vincitore              | Squadra                       |
| ----- | ----------------------------------------------- | ---- | ---------------------- | ----------------------------- |
| 2     | Trofeo Alcide De Gasperi                        | 1.2  | Alberto Cecchin        | Roth-Škoda                    |
| 3-7   | Tour de Luxembourg (2015)                       | 2.HC | Linus Gerdemann        | Cult Energy Pro Cycling       |
| 4-7   | Boucles de la Mayenne                           | 2.1  | Anthony Turgis         | Cofidis                       |
| 6     | Grand Prix of Vinnytsia                         | 1.2  | Vitalij Buc            | Kolss-BDC Team                |
| 7     | Grand Prix of ISD                               | 1.2  | Andrij Chripta         | Kyiv Capital Racing           |
| 7     | Memorial Philippe Van Coningsloo                | 1.2  | Robin Stenuit          | Veranclassic-Ekoï             |
| 7     | Coppa della Pace - Trofeo F.lli Anelli          | 1.2  | Simone Velasco         | Zalf-Euromobil-Désirée-Fior   |
| 10-13 | Tour of Ankara                                  | 2.2  | Nazim Bakırcı          | Torku Şekerspor               |
| 10-14 | Okolo Slovenska                                 | 2.2  | Davide Viganò          | Team Idea 2010 ASD            |
| 11    | Gran Premio del Canton Argovia (2015)           | 1.HC | Alexander Kristoff     | Team Katusha                  |
| 11-14 | Ronde de l'Oise                                 | 2.2  | Joshua Edmondson       | An Post-ChainReaction         |
| 12-14 | Małopolski Wyścig Górski                        | 2.2  | Marko Kump             | Adria Mobil                   |
| 13    | Grand Prix Horsens                              | 1.2  | Alexander Kamp Egested | Team ColoQuick                |
| 14    | Fyen Rundt                                      | 1.2  | Andreas Vangstad       | Team Sparebanken Sør          |
| 14    | Grand Prix Sarajevo                             | 1.2  | Gašper Katrašnik       | Sava Kranj                    |
| 14    | Int. Raiffeisen Grand Prix Judendorf/Straßengel | 1.2  | Gregor Mühlberger      | Team Felbermayr-Simplon Wels  |
| 14    | Velothon Wales                                  | 1.1  | Martin Mortensen       | Cult Energy Pro Cycling       |
| 14    | Rund um Köln (2015)                             | 1.1  | Tom Boonen             | Etixx-Quick Step              |
| 14    | Ronde van Limburg (2015)                        | 1.1  | Mathieu van der Poel   | BKCP-Powerplus                |
| 17-21 | Ster ZLM Toer - GP Jan van Heeswijk             | 2.1  | Björn Leukemans        | Wanty-Groupe Gobert           |
| 18-21 | Route du Sud - la Dépêche du Midi               | 2.1  | Alberto Contador       | Tinkoff-Saxo                  |
| 18-21 | Giro di Slovenia                                | 2.1  | Primož Roglič          | Adria Mobil                   |
| 18-21 | Oberösterreichrundfahrt                         | 2.2  | Gregor Mühlberger      | Team Felbermayr-Simplon Wels  |
| 18-21 | Tour de Serbie                                  | 2.2  | Ivan Savickij          | RusVelo                       |
| 18-21 | Tour des Pays de Savoie                         | 2.2  | David Belda            | Burgos-BH                     |
| 20    | Korona Kocich Gór                               | 1.2  | František Sisr         | Team Dukla Praha              |
| 21    | Beaumont Trophy                                 | 1.2  | Christopher Latham     | Gran Bretagna                 |
| 21    | Circuit de Wallonie Ville de Fleurus            | 1.2  | Stef Van Zummeren      | Verandas Willems Cycling Team |
| 21    | Memorial Grundmanna & Wizowskiego               | 1.2  | Adam Stachowiak        | Kolss-BDC Team                |
| 24    | Internationale Wielertrofee Jong Maar Moedig    | 1.2  | Dimitri Claeys         | Verandas Willems Cycling Team |
| 24    | Halle-Ingooigem (2015)                          | 1.1  | Nacer Bouhanni         | Cofidis                       |

### Luglio
| Data  | Prova                                             | Cat.   | Vincitore            | Squadra                           |
| ----- | ------------------------------------------------- | ------ | -------------------- | --------------------------------- |
| 1-5   | Sibiu Cycling Tour                                | 2.1    | Mauro Finetto        | Southeast                         |
| 1-4   | Wyścig Solidarności i Olimpijczyków               | 2.1    | Johim Ariesen        | Metec-TKH Continental Cyclingteam |
| 4-12  | Österreich-Rundfahrt (2015)                       | 2.HC   | Víctor de la Parte   | Team Vorarlberg                   |
| 4     | Omloop Het Nieuwsblad Beloften                    | 1.2    | Floris Gerts         | BMC Development Team              |
| 4     | Grand Prix Minsk                                  | 1.2    | Sjarhej Papok        | Minsk Cycling Club                |
| 5     | Paris-Chauny                                      | 1.2    | Maxime Vantomme      | Roubaix-Lille Métropole           |
| 5     | Minsk Cup                                         | 1.2    | Oleksandr Holovaš    | Kolss-BDC Team                    |
| 9-12  | GP Internacional Torres Vedras - Troféu Agostinho | 2.2    | João Benta           | Louletano-Ray Just Energy         |
| 12    | Giro del Medio Brenta                             | 1.2    | Michele Gazzara      | MG.K Vis-Vega                     |
| 14-19 | Giro Ciclistico della Valle d'Aosta Mont-Blanc    | 2.2U   | Robert Power         | Australia                         |
| 16-19 | Volta a Portugal do Futuro                        | 2.2U   | Julen Amezqueta      | Spagna                            |
| 19    | Trofeo Matteotti (2015)                           | 1.1    | Evgenij Šalunov      | Lokosphinx                        |
| 19    | Dwars door de Vlaamse Ardennen                    | 1.2    | Stijn Steels         | Topsport Vlaanderen-Baloise       |
| 22    | Grand Prix Pino Cerami (2015)                     | 1.1    | Philippe Gilbert     | BMC Racing Team                   |
| 24-26 | Podlasie Tour                                     | 2.2    | Andrij Vasyljuk      | Kolss-BDC Team                    |
| 25-29 | Tour de Wallonie                                  | 2.HC   | Niki Terpstra        | Etixx-Quick Step                  |
| 25    | Prueba Villafranca (2015)                         | 1.1    | Ángel Madrazo        | Caja Rural-Seguros RGA            |
| 26    | Grand Prix de la ville de Pérenchies              | 1.2    | Dimitri Claeys       | Verandas Willems Cycling Team     |
| 26    | Coppa dei Laghi - Trofeo Almar                    | 1.Ncup | Gianni Moscon        | Italia                            |
| 28-1  | Dookoła Mazowsza                                  | 2.2    | Grzegorz Stępniak    | CCC Sprandi Polkowice             |
| 29-9  | Volta a Portugal em Bicicleta (2015)              | 2.1    | Gustavo César Veloso | W52-Quinta da Lixa                |
| 29-2  | Tour Alsace                                       | 2.2    | Vegard Stake Laengen | Team Joker                        |
| 31-9  | Tour Cycliste International de la Guadeloupe      | 2.2    | Boris Carène         | AS Baie-Mahaultienne              |
| 31    | Circuito de Getxo - Memorial Ricardo Otxoa (2015) | 1.1    | Nacer Bouhanni       | Cofidis                           |

### Agosto
| Data  | Prova                                                | Cat.   | Vincitore               | Squadra                       |
| ----- | ---------------------------------------------------- | ------ | ----------------------- | ----------------------------- |
| 1     | Odessa Grand Prix - 1                                | 1.2    | Oleksandr Polivoda      | Kolss-BDC Team                |
| 1-3   | Kreiz Breizh Elites                                  | 2.2    | August Jensen           | Team Coop-Øster Hus           |
| 2     | RideLondon & Surrey Classic                          | 1.HC   | Jempy Drucker           | BMC Racing Team               |
| 2     | Trofeo Internazionale Bastianelli                    | 1.2    | Michele Gazzara         | MG.K Vis-Vega                 |
| 2     | La Poly Normande (2015)                              | 1.1    | Oliver Naesen           | Topsport Vlaanderen-Baloise   |
| 2     | Odessa Grand Prix - 2                                | 1.2    | Vitalij Buc             | Kolss-BDC Team                |
| 4-8   | Vuelta a Burgos                                      | 2.HC   | Rein Taaramäe           | Astana Pro Team               |
| 4-8   | Giro di Danimarca (2015)                             | 2.HC   | Christopher Juul Jensen | Tinkoff-Saxo                  |
| 4-9   | Tour de Hongrie                                      | 2.2    | Tom Thill               | Team Differdange-Losch        |
| 5-8   | Tour of Szeklerland                                  | 2.2    | Clemens Fankhauser      | Hrinkow Advarics Cycleangteam |
| 7     | Campionati europei - Cronometro Under-23 (2015)      | CC     | Steven Lammertink       | Paesi Bassi                   |
| 8     | Memoriał Henryka Łasaka                              | 1.2    | Alois Kaňkovský         | Whirlpool-Author              |
| 9     | Campionati europei - Gara in linea Under-23 (2015)   | CC     | Erik Baška              | Slovacchia                    |
| 9     | Puchar Uzdrowisk Karpackich                          | 1.2    | Adrian Honkisz          | CCC Sprandi Polkowice         |
| 9     | GP Sportivi di Poggiana-Trofeo Bonin-GP Pasta Zara   | 1.2U   | Stefano Nardelli        | Unieuro-Wilier                |
| 9     | Antwerpse Havenpijl                                  | 1.2    | Aidis Kruopis           | An Post-ChainReaction         |
| 11-15 | Tour de l'Ain (2015)                                 | 2.1    | Alexandre Geniez        | FDJ                           |
| 13-16 | Arctic Race of Norway                                | 2.HC   | Rein Taaramäe           | Astana Pro Team               |
| 13-16 | Czech Cycling Tour                                   | 2.1    | Petr Vakoč              | Etixx-Quick Step              |
| 16    | Gran Premio Capodarco - Comunità di Capodarco (2015) | 1.2U   | Riccardo Donato         | Selle Italia-Cieffe-Ursus     |
| 18    | Grote Prijs Stad Zottegem (2015)                     | 1.1    | Kenny Dehaes            | Lotto-Soudal                  |
| 18-23 | Baltic Chain Tour                                    | 2.2    | Andrij Kulyk            | Kolss-BDC Team                |
| 18-21 | Tour du Limousin                                     | 2.1    | Sonny Colbrelli         | Bardiani-CSF                  |
| 21    | Arnhem-Veenendaal Classic (2015)                     | 1.1    | Dylan Groenewegen       | Roompot Oranje Peloton        |
| 22    | Puchar Ministra Obrony Narodowej                     | 1.2    | Erik Baška              | AWT-Greenway                  |
| 22-29 | Tour de l'Avenir                                     | 2.Ncup | Marc Soler              | Spagna                        |
| 23    | Grote Prijs Jef Scherens - Rondom Leuven (2015)      | 1.1    | Björn Leukemans         | Wanty-Groupe Gobert           |
| 25-28 | Tour du Poitou-Charentes                             | 2.1    | Tony Martin             | Etixx-Quick Step              |
| 25    | Grand Prix des Marbriers                             | 1.2    | Tim Ariesen             | Cyclingteam Jo Piels          |
| 26    | Druivenkoers - Overijse (2015)                       | 1.1    | Jérôme Baugnies         | Wanty-Groupe Gobert           |
| 29-30 | Ronde van Midden-Nederland                           | 2.2    | Olivier Pardini         | Verandas Willems Cycling Team |
| 30    | Croatia-Slovenia                                     | 1.2    | Marko Kump              | Adria Mobil                   |
| 30-3  | Tour de Bulgarie                                     | 2.2    | Stefan Hristov          | Kocaeli Brisaspor             |
| 30    | Schaal Sels                                          | 1.1    | Robin Stenuit           | Wanty-Groupe Gobert           |

### Settembre
| Data  | Prova                                             | Cat. | Vincitore                        | Squadra                               |
| ----- | ------------------------------------------------- | ---- | -------------------------------- | ------------------------------------- |
| 5     | Brussels Cycling Classic (2015)                   | 1.HC | Dylan Groenewegen                | Roompot Oranje Peloton                |
| 5-6   | Black Sea Cycling Tour                            | 2.2  | Vitalij Buc                      | Kolss-BDC Team                        |
| 6-13  | Tour of Britain                                   | 2.HC | Edvald Boasson Hagen             | MTN-Qhubeka                           |
| 6     | Grand Prix de Fourmies - La Voix du Nord (2015)   | 1.HC | Fabio Felline                    | Trek Factory Racing                   |
| 6     | Kernen Omloop Echt-Susteren                       | 1.2  | Max Walscheid                    | Team Kuota-Lotto                      |
| 9-12  | Giro della Regione Friuli Venezia Giulia          | 2.2  | Gaëtan Bille                     | Verandas Willems Cycling Team         |
| 11-13 | East Bohemia Tour                                 | 2.2  | Jan Tratnik                      | Amplatz-BMC                           |
| 12    | De Kustpijl                                       | 1.2  | Marco Zanotti                    | Parkhotel Valkenburg Continental Team |
| 13    | Chrono Champenois                                 | 1.2  | Filippo Ganna                    | Viris Maserati-Sisal Matchpoint       |
| 13    | Velothon Stockholm                                | 1.1  | Marko Kump                       | Adria Mobil                           |
| 13    | Tour du Doubs - Conseil Général (2015)            | 1.1  | Eduardo Sepúlveda                | Bretagne-Séché Environnement          |
| 16    | Grand Prix de Wallonie (2015)                     | 1.1  | Jens Debusschere                 | Lotto-Soudal                          |
| 16    | Coppa Agostoni - Giro delle Brianze (2015)        | 1.1  | Davide Rebellin                  | CCC Sprandi Polkowice                 |
| 17    | Coppa Bernocchi (2015)                            | 1.1  | Vincenzo Nibali                  | Astana Pro Team                       |
| 18    | Kampioenschap van Vlaanderen (2015)               | 1.1  | Michał Gołaś                     | Etixx-Quick Step                      |
| 19    | Memorial Marco Pantani (2015)                     | 1.1  | Diego Ulissi                     | Italia                                |
| 19    | Primus Classic Impanis - Van Petegem              | 1.HC | Sean De Bie                      | Lotto-Soudal                          |
| 20    | Gran Premio Industria e Commercio di Prato (2015) | 1.1  | Daniele Bennati                  | Tinkoff-Saxo                          |
| 20    | Grand Prix d'Isbergues - Pas de Calais (2015)     | 1.1  | Nacer Bouhanni                   | Cofidis                               |
| 20    | Rund um Sebnitz                                   | 1.2  | Maximilian Kuen                  | Amplatz-BMC                           |
| 23    | Omloop van het Houtland Lichtervelde (2015)       | 1.1  | Jens Debusschere                 | Lotto-Soudal                          |
| 26-27 | Tour du Gévaudan Languedoc-Roussillon             | 2.1  | Thibaut Pinot                    | FDJ                                   |
| 27    | Duo Normand                                       | 1.1  | Victor Campenaerts Jelle Wallays | Topsport Vlaanderen-Baloise           |
| 27    | Gooikse Pijl                                      | 1.2  | Oliver Naesen                    | Topsport Vlaanderen-Baloise           |
| 29    | Ruota d'Oro - GP Festa del Perdono                | 1.2U | Simone Velasco                   | Zalf-Euromobil-Désirée-Fior           |
| 30-4  | Tour de l'Eurométropole                           | 2.1  | Alexis Gougeard                  | AG2R La Mondiale                      |
| 30    | Tre Valli Varesine (2015)                         | 1.HC | Vincenzo Nibali                  | Astana Pro Team                       |

### Ottobre
| Data  | Prova                                                      | Cat. | Vincitore          | Squadra                   |
| ----- | ---------------------------------------------------------- | ---- | ------------------ | ------------------------- |
| 1     | Milano-Torino (2015)                                       | 1.HC | Diego Rosa         | Astana Pro Team           |
| 2     | Giro del Piemonte                                          | 1.HC | Jan Bakelants      | AG2R La Mondiale          |
| 3     | Piccolo Giro di Lombardia (2015)                           | 1.2U | Fausto Masnada     | Team Colpack              |
| 3     | Münsterland Giro (2015)                                    | 1.HC | Tom Boonen         | Etixx-Quick Step          |
| 4     | Tour de Vendée (2015)                                      | 1.1  | Christophe Laporte | Cofidis                   |
| 6     | Binche-Chimay-Binche - Mémorial Frank Vandenbroucke (2015) | 1.1  | Ramon Sinkeldam    | Giant-Alpecin             |
| 7-10  | Tour of Mevlana                                            | 2.2  | Ahmet Örken        | Torku Şekerspor           |
| 8     | Parigi-Bourges (2015)                                      | 1.1  | Sam Bennett        | Bora-Argon 18             |
| 8     | Coppa Sabatini (2015)                                      | 1.1  | Eduard Prades      | Caja Rural-Seguros RGA    |
| 10    | Giro dell'Emilia (2015)                                    | 1.HC | Jan Bakelants      | AG2R La Mondiale          |
| 11    | Parigi-Tours (2015)                                        | 1.HC | Matteo Trentin     | Etixx-Quick Step          |
| 11    | Gran Premio Bruno Beghelli (2015)                          | 1.HC | Sonny Colbrelli    | Bardiani-CSF              |
| 11    | Parigi-Tours Espoirs (2015)                                | 1.2U | Sam Oomen          | Rabobank Development Team |
| 13    | Nationale Sluitingsprijs Putte-Kapellen (2015)             | 1.1  | Nacer Bouhanni     | Cofidis                   |
| 18    | Chrono des Nations (2015)                                  | 1.1  | Vasil Kiryienka    | Team Sky                  |
| 22-25 | Tour of Aegean                                             | 2.2  | Ahmet Örken        | Torku Şekerspor           |

## Classifiche
Classifiche finali.
| Pos. | Corridore          | Squadra      | Punti  |
| ---- | ------------------ | ------------ | ------ |
| 1    | Nacer Bouhanni     | Cofidis      | 721    |
| 2    | Edward Theuns      | Topsport Vl. | 649    |
| 3    | Dimitri Claeys     | Verandas W.  | 524,25 |
| 4    | Edv. Boasson Hagen | MTN-Qhub.    | 480    |
| 5    | Marko Kump         | Adria Mobil  | 476    |
| 6    | Vitalij Buc        | Kolss-BDC    | 405    |
| 7    | Gaëtan Bille       | Verandas W.  | 373,25 |
| 8    | Bryan Coquard      | Europcar     | 373    |
| 9    | Davide Rebellin    | CCC Sprandi  | 368    |
| 10   | Primož Roglič      | Adria Mobil  | 337    |

| Pos. | Corridore Under-23  | Squadra       | Punti  |
| ---- | ------------------- | ------------- | ------ |
| 1    | Sør. Kragh Andersen | Team Trefor   | 285,67 |
| 2    | Gregor Mühlberger   | Felbermayr    | 253,55 |
| 3    | Dylan Groenewegen   | Roompot       | 247    |
| 4    | Sam Oomen           | Rabobank      | 244    |
| 5    | Ahmet Örken         | Torku Şekers. | 208    |
| 6    | Erik Baška          | AWT           | 204    |
| 7    | Simone Petilli      | Unieuro       | 203    |
| 8    | Alexander Kamp      | ColoQuick     | 183    |
| 9    | Owain Doull         | Wiggins       | 179    |
| 10   | Simone Velasco      | Zalf-Eurom.   | 157    |

| Pos. | Squadra                     | Punti    |
| ---- | --------------------------- | -------- |
| 1    | Topsport Vlaanderen-Baloise | 1 693    |
| 2    | Cofidis                     | 1 600,2  |
| 3    | Bretagne-Séché Environn.    | 1 476    |
| 4    | Kolss-BDC Team              | 1 383,75 |
| 5    | Verandas Willems Cycling T. | 1 345,25 |
| 6    | RusVelo                     | 1 300,92 |
| 7    | Wanty-Groupe Gobert         | 1 276    |
| 8    | CCC Sprandi Polkowice       | 1 181    |
| 9    | Southeast                   | 1 167,5  |
| 10   | Caja Rural-Seguros RGA      | 1 159,1  |

| Pos. | Nazione     | Punti    |
| ---- | ----------- | -------- |
| 1    | Italia      | 3 396,3  |
| 2    | Belgio      | 3 364    |
| 3    | Francia     | 2 665,4  |
| 4    | Spagna      | 2 257,6  |
| 5    | Ucraina     | 1 945,5  |
| 6    | Paesi Bassi | 1 896,25 |
| 7    | Slovenia    | 1 882,8  |
| 8    | Russia      | 1 788,17 |
| 9    | Danimarca   | 1 457,68 |
| 10   | Norvegia    | 1 451    |